# Dimension Hatröss
Dimension Hatröss es el cuarto álbum de estudio de la banda canadiense de thrash metal/metal progresivo Voivod. Lanzado en 1988 por la discográfica Noise Records, este álbum siguió con la línea de su sucesor, Killing Technology, de mezclar el thrash metal con sonidos progresivos. El tema "Batman" solo se encuentra en la versión en CD, no se incluyó en el LP original.

## Lista de canciones
Todas las canciones compuestas por Voivod, excepto las indicadas. Concepto por Away; Letras por Snake.
Prologue
1. "Experiment" - 6:10

2. "Tribal Convictions" - 4:52

3. "Chaosmöngers" - 4:39

4. "Technocratic Manipulators" - 4:35

Epilogue

5. "Macrosolutions to Megaproblems" - 5:33

6. "Brain Scan" - 5:08

7. "Psychic Vacuum" - 3:49

8. "Cosmic Drama" - 4:54

9. "Batman" (Neal Hefti) - 1:45

## Créditos
- Denis Bélanger Snake - voz
- Denis D'Amour Piggy - guitarra
- Jean-Yves Thériault Blacky - bajo
- Michel Langevin Away - batería